# 副刊
副刊（英語：Supplement），廣義來說泛指報紙中所有非新聞性的內容，很多時候是報紙刊登文藝性的版面，但現在也有很多報紙的副刊包括消費及休閒資訊。
副刊可能每天都出版，或是每逢周末假日刊出。副刊的版面大小可能與大報相同，但也有可能與小型報相類似。

## 歷史
光緒十二年（1886年）起，《字林滬報》總主筆蔡爾康為了應付與《申報》長期以來的競爭劣勢，開始編纂副刊《玉琯鐫新》，這時的副刊只是一些古老詩詞，光緒十三年（1887年），又新增《花團錦簇樓詩稿》一頁。光緒十四年五月（1888年6月）又加刊《詞林畫報》。
光緒二十三年（1897年11月24日），《字林滬報》出版附張《消閑報》，由高太痴主筆，是中國最早的文藝性副刊。此舉大開中國報業的副刊之門，但名稱不盡相同，副刊在早期又稱“文苑”、“餘审”、“丛载”、“餘录”、“谐部”、“说部”、“附张”、“附章”、“附页”、“文艺栏”、“文艺版”、“报尾巴”、“报屁股”、“副张”、“副镌”等。报屁股是對當時副刊的一種衊稱，表示當時副刊實無太多內容。「五四運動」後，新文藝開始吹起反攻號角，著名的副刊有孫伏園《晨報副刊》，宗白華主筆的《時事新報》副刊《學燈》，《民國日報》副刊《覺悟》，黎烈文《申報》的《自由談》和《大公報》的《文藝》，端木蕻良、郁風、吳祖光、夏衍都曾從事過副刊編輯工作。